# Si lo hubiera sabido
Si lo hubiera sabido (originalmente titulado Şimdiki Aklım Olsaydı en turco) es una serie de televisión web española creada por Ece Yörenç y desarrollado por Irma Correa para Netflix. Está producida por Boomerang TV y protagonizada por Megan Montaner.
Originalmente, fue pensada para ser emitida en Turquía, país de origen de su creadora, pero después de quejas por las autoridades turcas sobre un personaje homosexual, Netflix canceló la serie y en su lugar decidió trasladar su producción a España y adaptar su historia al país. Se estrenó en la plataforma el 28 de octubre de 2022.

## Trama
Emma (Megan Montaner) es una mujer de 30 años decepcionada con su matrimonio de diez años con Nando (Miquel Fernández) y su vida familiar y que siente que su vida ha perdido su brillo. Atrapada en una rutina sin romance ni emoción, se da cuenta de que si pudiera retroceder en el tiempo, no aceptaría la propuesta de matrimonio de Nando, y decide que debería divorciarse de él. Un par de días más tarde, mientras se dirige a ver un eclipse lunar poco común con sus amigos, una falla en el tiempo la envía 10 años atrás, al 2008. Su mente de 30 años está atrapada en su cuerpo de 20 años. La vida le da una oportunidad de revaluar quién era y en quién quiere convertirse, con la clara ventaja de saber ya lo que le espera al mundo en la próxima década.

## Reparto

### Reparto principal
- Megan Montaner como Emma Castellanos
- Miquel Fernández como Fernando "Nando" Mejía
- Michel Noher como Rubén Mayer
- Salva Reina como Alfredo Fernández (Episodio 1; Episodio 3 - Episodio 8)
- Jael Pascual como Isabel "Isa" Jiménez
- Eduardo Lloveras como Demetrio "Deme" Olivar Márquez
- Boré Buika como Andrés

### Reparto recurrente
- Inma Sancho como Pacita
- Andrés Deluca como Mario Mejía Castellanos (Episodio 1; Episodio 3; Episodio 6 - Episodio 8)
- Andrea Tivadar como Anna (Episodio 1; Episodio 5; Episodio 7 - Episodio 8)
- Daniela Soneira como Mía Mejía Castellanos (Episodio 1; Episodio 3; Episodio 6 - Episodio 8)
- Gonzalo Caps como Sergio
- Irina Bravo
- Almar G. Sato (Episodio 1; Episodio 3 - Episodio 4; Episodio 6 - Episodio 8)
- Natalia Khod (Episodio 1; Episodio 4; Episodio 8)
- Pedro Bachura (Episodio 1; Episodio 3; Episodio 5; Episodio 8)
- Alberto Raw como Johnny (Episodio 1; Episodio 3 - Episodio 5; Episodio 8)
- Manuel Ollero como Rubén Mayer (Episodio 1 - Episodio 3)
- Ferran Rañé como Cayetano Castellanos (Episodio 2 - Episodio 8)
- Antonio Reyes (Episodio 3 - Episodio 4; Episodio 7)
- Alicia Hernández (Episodio 3 - Episodio 4; Episodio 6 - Episodio 8)
- Maica Barroso (Episodio 3 - Episodio 5)
- Manuel Regueiro como Don Samuel Olivar (Episodio 3 - Episodio 7)
- Paku Granxa (Episodio 3 - Episodio 7)
- Amparu Saizar como Pilar Márquez (Episodio 3 - Episodio 5)

#### Con la colaboración especial de
- Mirela Balic como ella misma (Episodio 2)
- Isabel Gemio como ella misma (Episodio 4)
- Carlos Baute como él mismo (Episodio 4)

## Episodios
| N.º | Título                   | Dirigido por                      | Escrito por        | Fecha de lanzamiento original |
| --- | ------------------------ | --------------------------------- | ------------------ | ----------------------------- |
| 1   | «Luna de sangre»         | Liliana Bocanegra                 | Irma Correa        | 28 de octubre de 2022         |
| 2   | «Regreso a París»        | Sasha Politoff                    | Joaquín Santamaría | 28 de octubre de 2022         |
| 3   | «Extraños en la noche»   | Liliana Bocanegra                 | Joaquín Santamaría | 28 de octubre de 2022         |
| 4   | «Connect Moon»           | Liliana Bocanegra                 | Irma Correa        | 28 de octubre de 2022         |
| 5   | «Nando vs. Rubén»        | Liliana Bocanegra y Humberto Miró | Joaquín Santamaría | 28 de octubre de 2022         |
| 6   | «Feliz cumpleaños, Emma» | Liliana Bocanegra                 | Irma Correa        | 28 de octubre de 2022         |
| 7   | «¿Dónde está Rubén?»     | Humberto Miró                     | Joaquín Santamaría | 28 de octubre de 2022         |
| 8   | «Regreso al futuro»      | Liliana Bocanegra                 | Irma Correa        | 28 de octubre de 2022         |

## Producción
Si lo hubiera sabido fue creada originalmente por la guionista turca Ece Yörenç (conocida por ser la coguionista de la serie turca Fatmagül'ün Suçu Ne?) bajo el título de Şimdiki Aklım Olsaydı, y estuvo originalmente en desarrollo para Netflix como una serie turca en 2020. Sin embargo, la producción fue cancelada por la plataforma en julio de 2020, ya que el Consejo Supremo de Radio y Televisión de Turquía (RTÜK) se negó a otorgar la autorización para el rodaje de la serie, debido a la presencia de un personaje gay. Yörenç describió el destino final del proyecto como "aterrador para el futuro" e insistió en que "no había escenas de sexo o contacto físico entre el hombre homosexual y otros personajes de la trama".
En abril de 2021, seis meses después de la cancelación, Netflix España anunció en su cuenta de Twitter, junto a otras novedades de sus producciones españolas, que Şimdiki Aklım Olsaydı había sido revivida en España, bajo el nombre de Si lo hubiera sabido, con Megan Montaner como protagonista. Irma Correa, quien ya había trabajado como guionista en Alba, la adaptación española de Fatmagül'ün Suçu Ne?, estuvo a cargo de adaptar a España la idea del proyecto original. Yörenç ejerció de consultora para la adaptación española.
El 27 de julio de 2021, Netflix anunció el inicio del rodaje de Si lo hubiera sabido, con un reparto completado por Miquel Fernández, Michel Noher, Joel Pascual, Eduardo Lloveras y Boré Buika.

## Lanzamiento y marketing
El 19 de septiembre de 2022, Netflix sacó las primeras imágenes de la serie y anunció que se estrenaría el 28 de octubre de 2022.